# Reducción de Luche
La reducción de Luche es una reducción selectiva de cetonas α,β-insaturada a alcoholes empleando para ello cloruros de lantánidos, principalmente CeCl3, y NaBH4. La reducción de Luche puede ser conducida de manera quimioselectiva a la cetona en presencia de un aldehído o hacia cetona α,β-insaturada en presencia de cetonas no conjugadas.
Una enona forma un alcohol alílico por una adición 1,2. La adición 1,4 no ocurre. El disolvente es un alcohol tal como metanol o etanol.
La selectividad puede ser explicada en términos de la teoría de los ácidos y bases duros y blandos: los grupos carbonilo requieren nucleófilos duros para la adición 1,2. La dureza del borohidruro de sodio se incrementa por reemplazo de los grupos hidruro con los grupos alcóxido. Esta reacción es catalizada por la sal de cerio por el incremento de la  electrofilicidad del grupo carbonilo. 
Existen aplicaciones en donde una cetona es reducida en presencia de un grupo aldehído. Actualmente, en presencia de metanol como disolvente, el aldehído forma el dimetoxiacetal el cual es inactivo en condiciones reductoras. 